# Ларіса (донька Піаса)
Ларіса або Ларісса (дав.-гр. Λάρισα, трансліт. Ларіса) — у грецькій міфології донька Піаса, фессалійського або анатолійського царя, на яку зазіхав її хтивий батько, і врешті-решт вона була зґвалтована ним ще в дівочому віці. Згодом Ларіса стала дружиною Кізіка, іншого анатолійського царя.

## Етимологія
Іменник Λάρισα у давньогрецькій мові означало цитадель або фортецю й походив із догрецького субстрату.

## Сім'я
Ларіса була дочкою царя пеласгів Піаса, хоча його також називали Піасом Фессалійцем, від неназваної матері. За переказами, її батька також шанували в — пеласгійському поселенні в Еоліді, стародавньому регіоні на західному узбережжі Малої Азії.

## Міфологія
Юна Ларіса привернула увагу свого батька Піаса, який, охоплений згубною пристрастю, зґвалтував її. За словами Страбона, Ларіса мала помститися, коли одного разу побачила свого батька, який схилився над бочкою з вином і пив. Вона швидко схопила його за ноги і занурила в бочку, спричинивши смерть через утоплення.
Через деякий час після зґвалтування батьком Лариса стала дружиною Кізіка, правителя долонян (племені, що мешкає на південному березі Пропонтійського моря).